# Micael dos Santos Silva
Micael dos Santos Silva (Presidente Prudente, 12 agosto 2000) è un calciatore brasiliano, difensore del Palmeiras.

## Carriera
Nato a Presidente Prudente, ha iniziato la sua carriera calcistica con l'Independente-SP con cui ha debuttato nel Campeonato Paulista Segunda Divisão nel 2019. Successivamente è stato ingaggiato dall'Atlético Mineiro con cui ha vinto il campionato Under-20. Il 10 dicembre 2021 ha fatto il suo esordio in prima squadra giocando da titolare l'incontro di Série A perso per 4-3 contro il Grêmio.
Il 27 aprile 2022 è stato prestato allo Houston Dynamo, che lo ha aggregato alla propria seconda squadra. Il 13 agosto ha debuttato in MLS nell'incontro perso per 3-2 contro il CF Montréal.
Il 16 febbraio 2023 è stato riscattato a titolo definitivo e promosso in prima squadra dal club statunitense. Il 15 giugno ha segnato il suo primo gol in MLS decidendo la partita contro il Los Angeles FC.

## Statistiche

### Presenze e reti nei club
Statistiche aggiornate al 27 novembre 2023.
| Stagione        | Squadra          | Campionato      | Campionato | Campionato | Coppe nazionali | Coppe nazionali | Coppe nazionali | Coppe continentali | Coppe continentali | Coppe continentali | Altre coppe | Altre coppe | Altre coppe | Totale | Totale | Totale |
| Stagione        | Squadra          | Comp            | Pres       | Reti       | Comp            | Pres            | Reti            | Comp               | Pres               | Reti               | Comp        | Pres        | Reti        | Pres   | Reti   |        |
| --------------- | ---------------- | --------------- | ---------- | ---------- | --------------- | --------------- | --------------- | ------------------ | ------------------ | ------------------ | ----------- | ----------- | ----------- | ------ | ------ | ------ |
| 2019            | Independente-SP  | SD/SP           | 14         | 0          |                 | -               | -               |                    | -                  | -                  |             | -           | -           | 14     | 0      |        |
| 2021            | Atlético Mineiro | M1/MG+A         | 0+1        | 0          | CB              | 0               | 0               | CL                 | 0                  | 0                  |             | -           | -           | 1      | 0      |        |
| 2022            | Atlético Mineiro | M1/MG           | 1          | 0          | CB              | 0               | 0               |                    | -                  | -                  |             | -           | -           | 1      | 0      |        |
| 2022            | Houston Dynamo 2 | MNP             | 17         | 1          |                 | -               | -               |                    | -                  | -                  |             | -           | -           | 17     | 1      |        |
| 2023            | Houston Dynamo 2 | MNP             | 2          | 0          |                 | -               | -               |                    | -                  | -                  |             | -           | -           | 2      | 0      |        |
| 2022            | Houston Dynamo   | MLS             | 1          | 0          | USCup           | 0               | 0               |                    | -                  | -                  |             | -           | -           | 1      | 0      |        |
| 2023            | Houston Dynamo   | MLS             | 28         | 1          | USCup           | 4               | 0               |                    | -                  | -                  | LC          | 4           | 0           | 36     | 1      |        |
| Totale carriera | Totale carriera  | Totale carriera | 64         | 2          |                 | 4               | 0               |                    | 0                  | 0                  |             | 4           | 0           | 72     | 2      |        |